# Trévor Clévenot
Trévor Gérard Jean-Claude Clévenot (Royan, 28 giugno 1994) è un pallavolista francese, schiacciatore dello Ziraat Bankası.

## Carriera

### Club
La carriera di Trévor Clévenot inizia nelle giovanili dell'ASI di Saint-Jean-d'Illac, dove resta fino al 2012. Nella stagione 2012-13 viene ingaggiato dallo Spacer's Toulouse, in Ligue A, a cui è legato per tre annate.
Nella stagione 2016-17 si trasferisce in Italia per giocare con il Piacenza, in Superlega, dove resta per due annate. Nella stagione 2018-19 veste la maglia della Powervolley Milano, dove resta per un biennio, mentre in quella 2020-21 si accasa alla You Energy di Piacenza, sempre nella massima divisione italiana.
Nel maggio 2021 viene annunciato ufficialmente come nuovo giocatore dello Ziraat Bankası, impegnato nella Efeler Ligi turca, per la stagione 2021-22, ma nel settembre dello stesso anno, a seguito del passaggio di Tine Urnaut allo Zenit San Pietroburgo, abbandona il club di Ankara per raggiungere i polacchi dello Jastrzębski Węgiel con cui disputa la Polska Liga Siatkówki e nell'arco di due stagioni si aggiudica due Supercoppe ed un titolo nazionale.
Per la stagione 2023-24, si trasferisce al Warta Zawiercie, ancora nel massimo campionato polacco, e per quella 2024-25 è in Turchia allo Ziraat Bankası, in Efeler Ligi, con il quale vince la Coppa CEV.

### Nazionale
Tra il 2010 e il 2012 viene convocato nella nazionale francese under 20, nel 2011 è in quella under 19, con cui conquista la medaglia d'argento al campionato europeo, e nel 2013 in quella under 21.
Nel 2015 ottiene le prime convocazioni nella nazionale maggiore, vincendo, nello stesso anno, la medaglia d'oro alla World League: nella stessa competizione conquista la medaglia di bronzo nell'edizione 2016 e quella d'oro nell'edizione 2017. Nel 2021 ottiene la medaglia di bronzo alla Volleyball Nations League e quella d'oro ai Giochi della XXXII Olimpiade di Tokyo, mentre nel 2022 vince l'oro alla Volleyball Nations League, premiato anche come miglior schiacciatore, bissato nell'edizione 2024, stesso metallo che conquista anche durante i Giochi della XXXIII Olimpiade, dove viene riconosciuto come miglior schiacciatore.

## Palmarès
- Campionato polacco: 1

2022-23
- Supercoppa polacca: 1

2021, 2022
- Coppa CEV: 1

2024-25

### Nazionale (competizioni minori)
- Campionato europeo under 19 2011
- Memorial Hubert Wagner 2015
- Memorial Hubert Wagner 2017

### Premi individuali
- 2015 - Ligue A: Miglior schiacciatore
- 2022 - Volleyball Nations League: Miglior schiacciatore
- 2024 - Giochi della XXXIII Olimpiade: Miglior schiacciatore